# Nelson Geingob
Nelson Geingob (* 6. April 1982) ist ein ehemaliger namibischer Fußballspieler.
Geingob spielte auf der Position des Abwehrspielers in der Namibia Premier League unter anderem  beim  Civics FC, Black Africa, Chief Santos und Oshakati City. Er war zwischen 2003 und 2010 namibischer Fußballnationalspieler und bestritt bis zu zehn Spiele.